# Ивате (префектура)
Ивате (на японски: 岩手県, по английската Система на Хепбърн Iwate-ken, Ивате-кен) е една от 47-те префектури на Япония, разположена е в североизточната част на страната на най-големия японски остров Хоншу. Ивате е с население от 1 374 530 жители (30-а по население към 1 ноември 2006 г.) и има обща площ от 15 278,40 км² (2-ра по площ). Град Мориока е административният център на префектурата. В Ивате са разположени 13 града.